# Ізакая

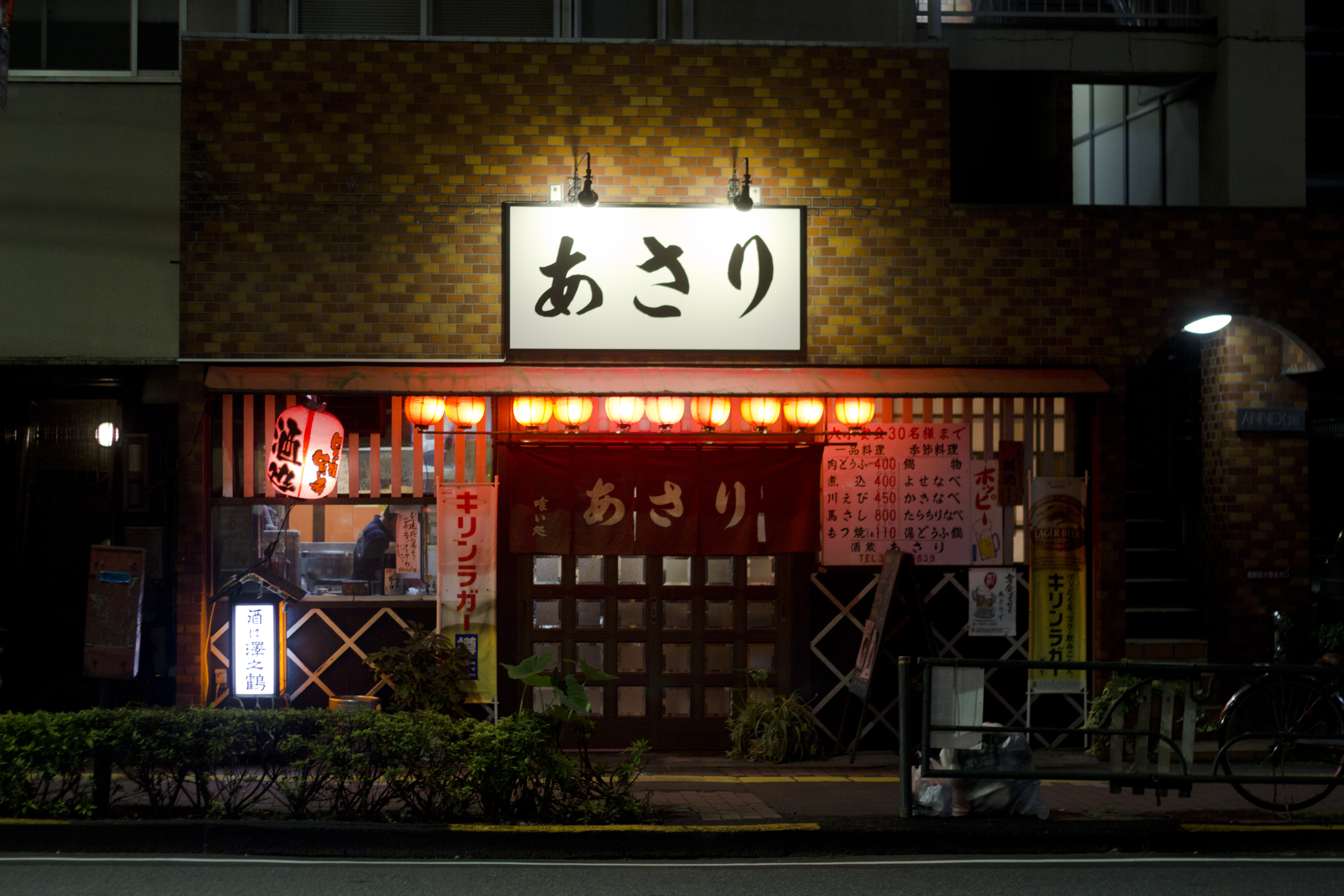
Ідзакая в Готанді, Токіо. На дошці справа перераховано меню зі звичайною їжею (зліва) і з сезонними стравами - набемоно (праворуч).

Ізакая (яп. 居酒屋) є типовим японським баром, в якому відвідувачі випивають після робочого дня. У ізакаї подають і їжу, і напої. В більшості закладів можна знайти столики і стільці в західному стилі, а також приватні кімнати з підлогою з татамі за японськими традиціями.

## Етимологія
Назва ізакая складається із слів «i» (居) та «sakaya» ((酒 屋) з яп. магазин саке), оскільки ізакаї пішли від магазинів саке, де покупцям дозволялося випивати на місці. Ізакаї також називають «Akadjōchin» (з яп. 赤提灯 червоний ліхтар), оскільки перед будівлею виставляли паперовий ліхтар.

## Основні локації
У Ванкувері , Британській Колумбії (Канада) ізакая стала дуже популярною завдяки великій кількості азійського населення, які приїхали у якості студентів-японців з обміну, окрім звичайної клієнтури азійських ресторанів. У центрі Ванкувера є значна кількість японських та корейських ізакай, таких як Гуу та Хапа Ізакая.

## Типове меню

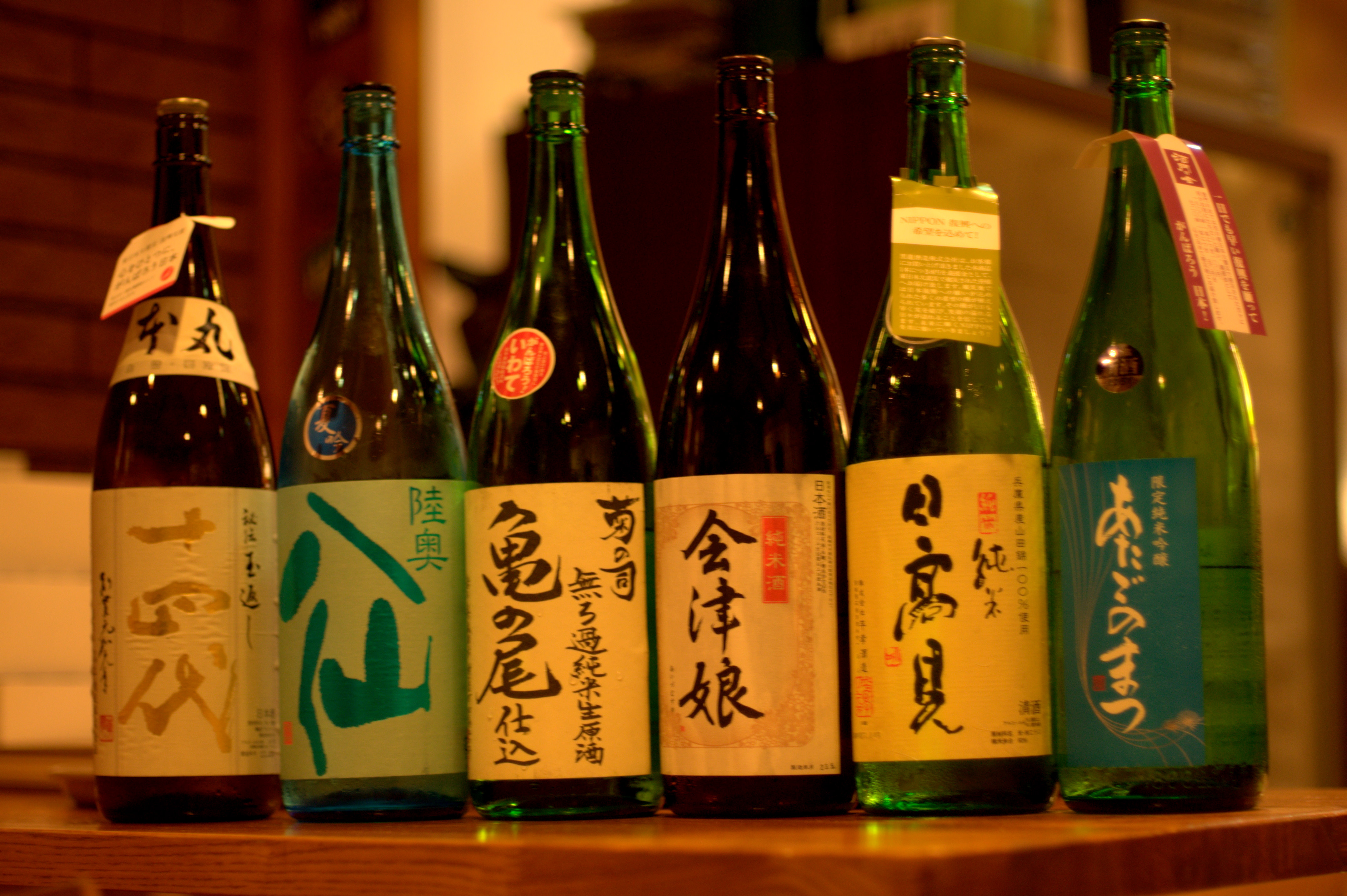
Саке в скляній пляшечці.

Через велику кількість ізакай, в них продаються різноманітні страви. Загальними елементами меню є:

### Алкогольні напої
- Саке: японське рисове вино.

- Пиво
- Шьочю
- Коктейлі
- Вино
- Віскі

### Страви
Їжа в Ізакаях зазвичай більш ситна ніж в тапасі або мезі, передбачається що відвідувачі будуть ділитися більшою кількістю страв з меню.
- Едамаме— варенні солоні стручки соєвих бобів.
- Гома-ае — різноманітні овочі, під кунжутним соусом
- Карааге — маленькі кусочки жареної курки
- Якіторі — мясо на грилі або шашлички з овочів
- Салати
- Сашімі — тонко нарізана сира риба
- Тебасакі — курячі крила
- Тофу

- Аґедаші дофу — прожарений тофу в бульйоні
- Хіяякко — мягкий охолоджений тофу з добавками

- Цукемоно — мариновані огірки
- Якісоба
- Якіторі — курячі шашлички